# Resolutie 931 Veiligheidsraad Verenigde Naties
Resolutie 931 van de Veiligheidsraad van de Verenigde Naties werd op 29 juni 1994 unaniem aangenomen.

## Achtergrond
In 1990 werden Noord- en Zuid-Jemen voor het eerst in bijna twee eeuwen opnieuw verenigd. In 1993 werden parlementsverkiezingen gehouden, waarop een coalitie werd gevormd. Die coalitie kwam in conflict wat leidde tot geweld en in mei 1994 tot een burgeroorlog. Zuid-Jemen werd opnieuw onafhankelijk verklaard, maar werd niet erkend. Pogingen van de Verenigde Naties om een staakt-het-vuren te bewerkstelligen hadden geen effect. Al in juli 1994 werd de rebellie in het zuiden gesmoord, maar de situatie in het land bleef gespannen.

## Inhoud
De Veiligheidsraad:
- bevestigt resolutie 924;
- overwoog het rapport van de feitenonderzoeksmissie;
- verwelkomt de inspanningen van secretaris-generaal Boutros Boutros-Ghali.
- steunt diens oproep om de beschieting van de stad Aden onmiddellijk te staken en veroordeelt het negeren daarvan;
- is bezorgd omdat er geen staakt-het-vuren is;
- is bezorgd om de situatie in Jemen en de verslechterende humanitaire situatie in grote delen van het land;
- is gealarmeerd door rapporten over wapenleveringen;

1. herhaalt zijn oproep voor een staakt-het-vuren;
2. benadrukt de noodzaak van een staakt-het-vuren en bepalingen om zware wapens buiten bereik van Aden te plaatsen;
3. betreurt de slachtoffers en schade in Aden;
4. vraagt dat de gesprekken over een staakt-het-vuren en toezicht erop worden voortgezet;
5. roept opnieuw op om de wapenleveringen te beëindigen;
6. herhaalt dat politieke geschillen niet met geweld kunnen worden opgelost en vraagt de dialoog te hervatten zodat een vreedzame oplossing kan worden gezocht;
7. is bezorgd om de humanitaire situatie en vraagt de secretaris-generaal hulp te bieden;
8. vraagt de secretaris-generaal binnen vijftien dagen te rapporteren over de uitvoering van deze resolutie;
9. besluit om actief op de hoogte te blijven.

## Verwante resoluties
- Resolutie 243 Veiligheidsraad Verenigde Naties (1967)
- Resolutie 924 Veiligheidsraad Verenigde Naties

Lijst ·  893 ·  894 ·  895 ·  896 ·  897 ·  898 ·  899 ·  900 ·  901 ·  902 ·  903 ·  904 ·  905 ·  906 ·  907 ·  908 ·  909 ·  910 ·  911 ·  912 ·  913 ·  914 ·  915 ·  916 ·  917 ·  918 ·  919 ·  920 ·  921 ·  922 ·  923 ·  924 ·  925 ·  926 ·  927 ·  928 ·  929 ·  930 ·  931 ·  932 ·  933 ·  934 ·  935 ·  936 ·  937 ·  938 ·  939 ·  940 ·  941 ·  942 ·  943 ·  944 ·  945 ·  946 ·  947 ·  948 ·  949 ·  950 ·  951 ·  952 ·  953 ·  954 ·  955 ·  956 ·  957 ·  958 ·  959 ·  960 ·  961 ·  962 ·  963 ·  964 ·  965 ·  966 ·  967 ·  968 ·  969